# Sky (rascacielos)
Sky (también conocido por su dirección 605 West 42nd Street) es un rascacielos de uso mixto situado en Midtown Manhattan desarrollado por Moinian Group. El edificio originalmente se conoció por el nombre de «Atelier II» debido a su cercanía con otro edificio de alquiler del grupo Moinian, llamado Atelier. El edificio contiene apartamentos y espacio comercial. El edificio es uno de los proyectos de mayor envergadura de Moinian en el distrito Hudson Yards, el otro es 3 Hudson Boulevard. Con 206 m de altura es uno de los cien edificios más altos de Nueva York.

## Historia y construcción
El Moinian Group adquirió los terrenos en 2005. Antiguamente albergaba una gasolinera y plazas de aparcamiento. El proyecto comenzó en 2008, pero los trabajos de construcción se paralizaron debido a la crisis entre 2009 y 2012, esperando a tiempos mejores. Activity resumed with a redesign by David Rockwell, replacing the original by Costas Kondylis. Las obras se reanudaron en 2013 y concluyeron a finales de 2015. Tishman Realty & Construction fue la empresa contratista encargada de la construcción del edificio. El coste del edificio es de aproximadamente 850 millones de dólares.

## Usos
La base del edificio contiene aproximadamente 1858 m² de espacio comercial. Es el edificio con mayor número de apartamentos de alquiler de todo Nueva York, con un total de 1175 unidades. 265 de ellas serán viviendas de renta protegida. Las plantas superiores contendrán áticos de lujo.

### Instalaciones
El edificio cuenta con dos piscinas: una exterior y otra interior, baño turco, sala de yoga, cafetería con desayuno incluido y un área con asientos al exterior y, por último, pista de baloncesto. Posee también un gimnasio así como múltiples salones repartidos por el inmueble. Algunas de las instalaciones solo estarán disponibles para los miembros de un club privado que conlleva el pago de recibos adicionales. El interiorismo vino de la mano de Rockwell Group.